# Scaldia-Volga SA

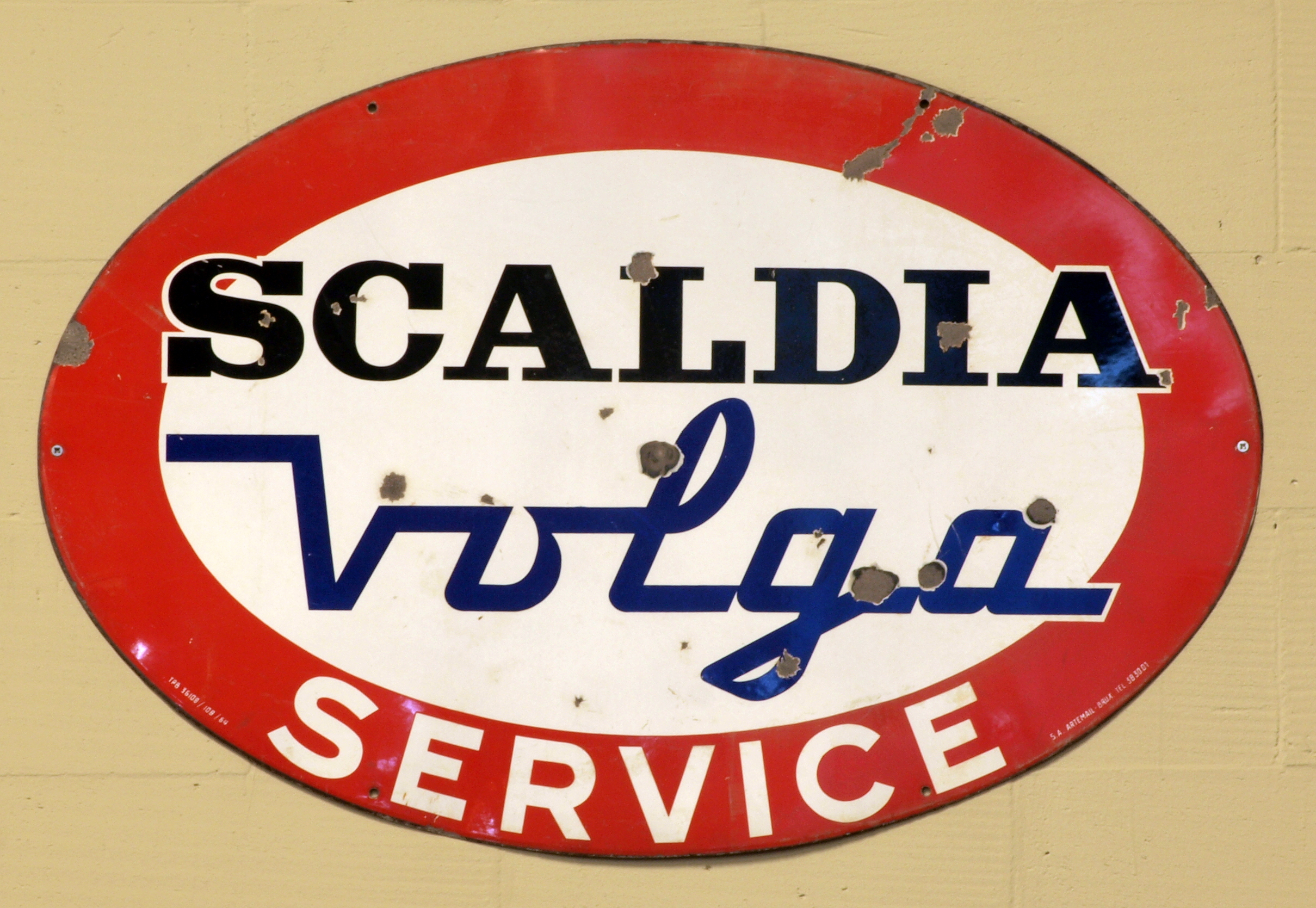
Emaille reclamebord

Scaldia-Volga SA was een Belgische autofabriek.

## Geschiedenis
In 1958 werden op de Wereldtentoonstelling in Brussel de Moskvitsj 407, de GAZ M21 Volga en de grote ZiL 111 aan het publiek getoond. De auto’s uit de Sovjet-Unie trokken de aandacht van het West-Europese publiek en zo werd in 1958 de Belgische firma N.V. Sobimpex opgericht die in 1959 startte met de assemblage van de Moskvitsj en Volga in België.
Voor auto’s die (gedeeltelijk) in België werden geassembleerd, bestond een lager belastingtarief waardoor ze voordeliger en dus aantrekkelijk waren voor de Belgische consument. Op gelijke wijze assembleerde de firma Pierreux in Huizingen de IFA F9 en later de Wartburg 311 en 353.

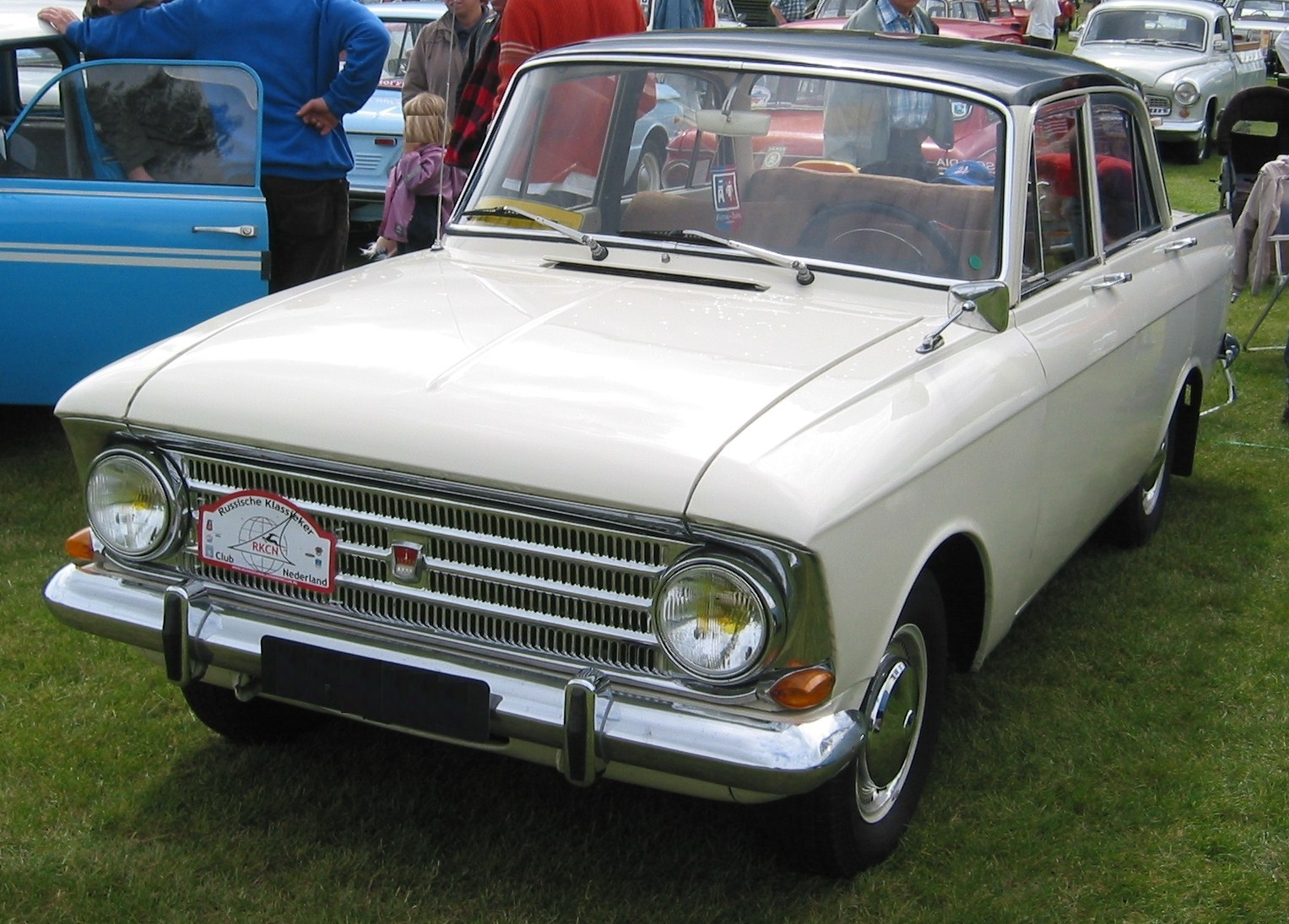
Scaldia 408, 1969

Op 23 april 1964 werd de naam van de firma gewijzigd in N.V. Scaldia-Volga en begon in Antwerpen de assemblage van de ZAZ 965 "Jalta", Moskvitsj 408 "Scaldia 1400" en GAZ M21 "Volga". In de praktijk kwamen de auto's compleet aan in de haven van Antwerpen, enkel met de versnellingsbak in de kofferbak en zonder motor.
Het bijzondere aan de Belgische Moskvitsj- en Volga-modellen is dat de auto’s ook leverbaar waren met een Perkins-dieselmotor die in Antwerpen in de auto’s werden ingebouwd. Later werd de Perkins-motor vervangen door een Rover-motor en in de jaren tachtig door een motor van Indenor (Peugeot). De dieselmotor werd vanaf 1962 ook in de Volga ingebouwd en hoewel de benzinemotor in België en Nederland steeds leverbaar bleef, werd de nadruk gelegd bij de dieselversie. Al tijdens de eerste vijf maanden dat de Volga met dieselmotor te koop was in België, nam hij 20% van alle verkochte auto’s met dieselmotor voor zijn rekening. In Nederland was de Volga diesel vooral populair bij taxibedrijven.

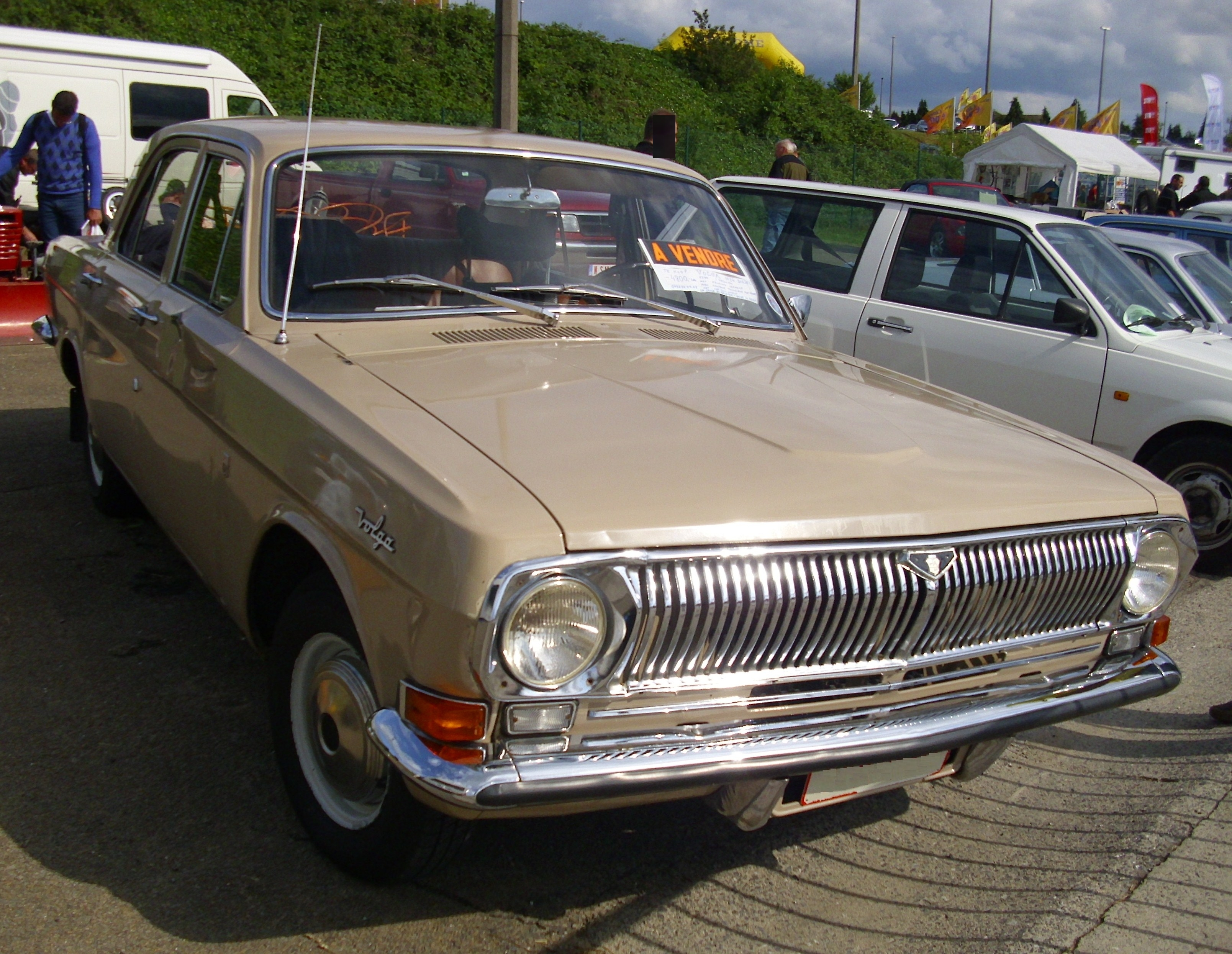
Volga 24, 1977

Ook de in Nederland geleverde auto's kwamen via België naar Nederland, de Moskvitsj heette op de Nederlandse markt vanaf dat moment net als in België Scaldia (Latijn voor Schelde). Vanaf 1962 werden ze geïmporteerd door N.V. Automobiel Maatschappij "Caland" in Borculo. In 1965 was er een nieuwe importeur, N.V. "Imoca" in Ravenstein. Vanaf eind 1966 kregen de Scaldia en Volga in Nederland weer een nieuwe importeur, Gremi N.V. in Groningen en toen begon ook de invoer van de Jalta. De Jalta's en een enkele Volga werden per trein aangevoerd vanuit Antwerpen. Dit gebeurde de eerste tijd ook met de Scaldia's maar al gauw na de overname door Gremi kwamen ze rechtstreeks per schip uit Rusland: eerst in Delfzijl, later in Groningen en nog later gebeurde dat in de Eemshaven. De naam Scaldia bleef echter ook in Nederland in gebruik.
In 1980 stopte de assemblage in Antwerpen maar in de jaren tachtig beleefde de firma haar hoogtepunt dankzij het succes van de Lada die door Scaldia-Volga geïmporteerd werd. In de haven van Antwerpen bouwde Scaldia-Volga in 1983 een complex van 115.000 m², bestaande uit een groot open parkeerterrein en een aantal industriële gebouwen voor de opslag van binnenkomende voertuigen, onderdelen alsmede het verkoopgereed maken van de voertuigen.
Na 1992 begon de omzet van het bedrijf sterk te dalen, de verkoop van Lada liep terug. Scaldia-Volga staakte haar commerciële activiteiten rond 2006 maar officieel is Scaldia-Volga nog altijd de importeur voor Lada in België.